# Cels (filòsof)
Cels (grec: Κέλσος [Kelsos]) fou un filòsof grec que va viure en el segle ii. Va escriure una sèrie de textos contra el cristianisme als quals es va oposar a Orígenes d'Alexandria. La seva obra més coneguda, Λόγος ἀληθής Lógos alēthḗs (‘La doctrina vertadera’) fou criticada per Orígenes en l'obra Contra Cels, escrita entre 70 i 80 anys més tard i gràcies a la qual es conserva part de l'obra de Cels. Segons George E.L. Cotton, l'autor de La doctrina vertadera i el filòsof epicurià a qui Orígines atrubueix l'obra, són molt probablement dos autors diferents.

## Obra
De la seva obra, se'n conserva només de la Doctrina vertadera citades en altres obres. Considerava totes les ànimes com a iguals, fossin persones, animals o plantes. La intel·ligència i la raó humanes fa l'humà únic, però no superiors. Igual com Porfiri, considerava infantil creure que la humanitat era el centre de l'univers.
Hi critica Jesús, en diu que era fill d'una jueva amb un soldat romà, i que hauria practicat la màgia que havia aprés a Egipte. Per això es va guanyar uns quants deixebles d'entre la gent més miserable. D'altra banda, per a Cels l'argument més fort en contra del Crist és la seva humiliant mort a la creu, absolutament indigna d'una divinitat. Llavors compara els relats de la resurrecció amb els que circulaven d'altres personatges de la cultura grega. No accepta la doctrina d'una providència divina, la Caiguda i la Redempció, i argumenta que Déu va fer una creació perfecta d'un cop per sempre, i no va tenir necessitat de millorar-la després. Troba la teoria de la resurrecció ridícula, si més no aberrant.
De la crítica de Crist, passa a la crítica dels seguidors de la nova religió. Segons Cels els cristians aspiraven a una mena d'Estat dins de l'Estat: no participen en els cultes ni en les festes, i refusen les tradicions dels avantpassats.Els troba ignorants, pobres i supersticiosos. Però, donada la situació de l'imperi, els invita a participar en una aliança política que permeti un nou enriquiment de Roma.

## Vegeu
- Toledot Yeshu (Vida de Jesús segons el judaisme)